# Félicité Pierre de Botherel du Plessis
Félicité Pierre de Botherel du Plessis, né le 18 août 1770 à La Chapelle-du-Lou (Ille-et-Vilaine), et décédé le 20 février 1808 à Rennes, était un chef chouan, colonel de la division de Médréac et Saint-Méen-le-Grand dans l'Armée catholique et royale de Rennes et de Fougères.

## Biographie
Il était le fils cadet de René-Jean de Botherel du Plessis.
D'abord émigré, il rentra rapidement en France et prit la tête des Chouans de Médréac et Saint-Méen-le-Grand.